# Fundulopanchax gardneri nigerianus
Fundulopanchax gardneri nigerianus är en underart till Fundulopanchax gardneri. Det är en ca 6 centimeter lång äggläggande tandkarp som lever i Kamerun och Nigeria. Den odlas även världen över som akvariefisk.

## Etymologi
Släktnamnet Fundulopanchax är sammansatt av namnen på två andra släkten äggläggande tandkarpar, Fundulus och Panchax, vilka man tidigare felaktigt trodde var nära besläktade med varandra.
Etymologin bakom artnamnet gardneri är som följer. Den förste att vetenskapligt beskriva arten var den belgisk-brittiske auktorn George Albert Boulenger. Beskrivningen skedde 1911 och baserades på tre exemplar han hade erhållit av kapten R. D. Gardner, som infångat dem i närheten av staden Okwoga i södra Nigeria, och arten fick namnet gardneri för att hedra insamlaren. Boulenger stavade dock hans namn Gard'ner, med apostrof, och i äldre litteratur kan arten kan därför återfinnas under detta namn.
Underartsepitetet nigerianus är en latiniserad form av "Nigeria".